# 새창로

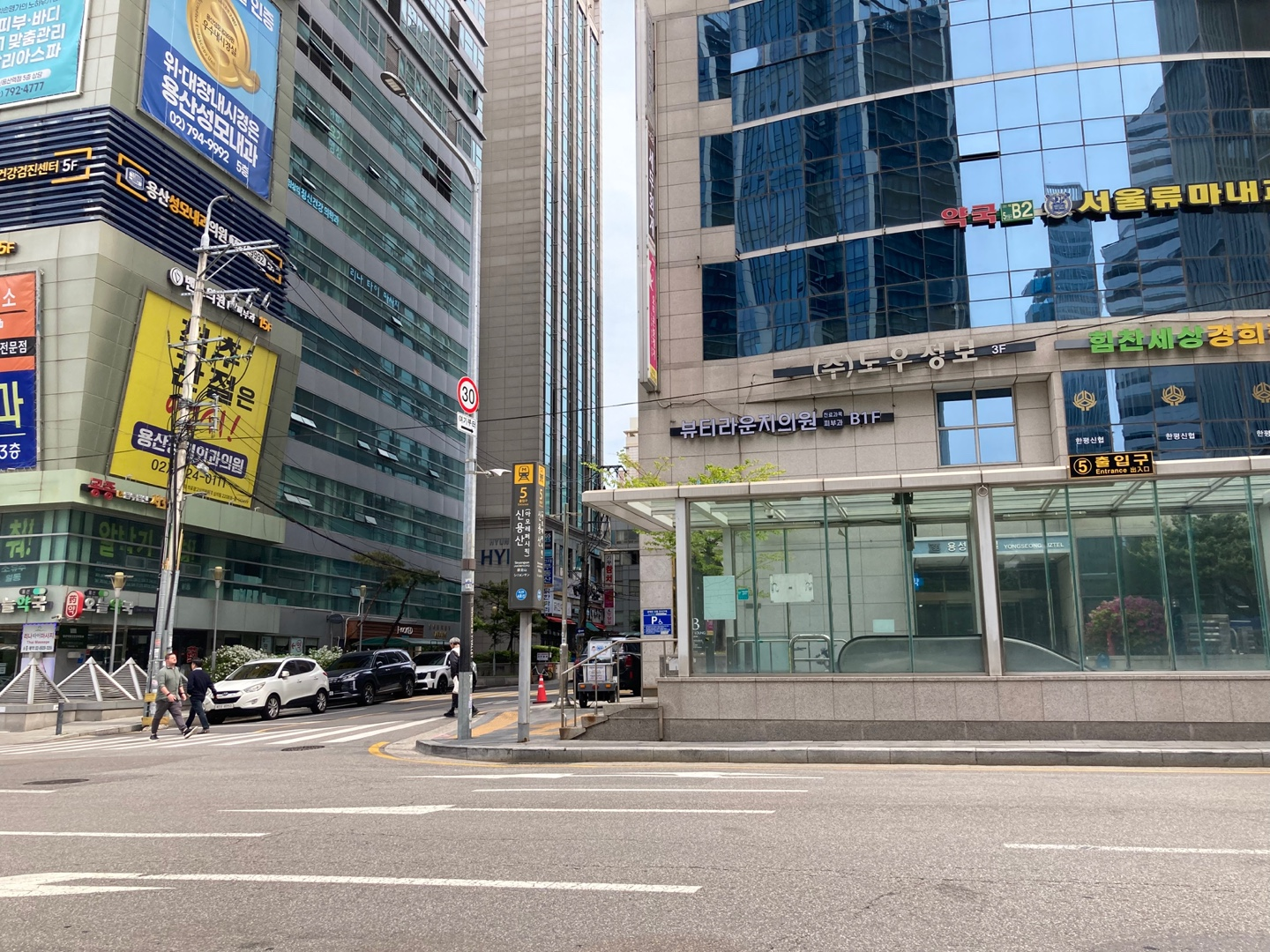
새창로 종점의 신용산역 5번출구

새창로는 서울특별시 마포구와 용산구에 있는 도로이다. 마포구 도화동 17-22를 기점으로 용산구 한강로2가 315-4를 종점으로 하는 도로이며, 2.25km(2,250m)의 길이를 가진 도로이다.
마포역이 있는 마포대로 측면에는 가지번호길이 맞닿고, 공덕역 경의중앙선과 공덕역 공항철도선 측면부터 효창공원역, 신용산역까지 도로가 휘감기며 지나간다. 
용산전자상가의 청파로와 용산전자상가사거리에서 교차되면서 신용산지하차도를 지나가게 된다.

## 개요
새창로는 조선시대 1608년(광해군 원년) 공물 대신 대동미와 포전을 받기 위한 관청이 있던 자리의 의미로 신창(新倉)의 이름에 유래, 선혜청 창고명을 담아 도로명에 인용하여 2010년 04월 22일 고시 및 효력이 발생하여 제정이 되었다
마포구 공덕역에서의 도로이기도 하지만 용산구의 용산전자상가의 나진상가 앞을 지나가는 대표적이면서 상징적인 도로기도 하다. 종점인 용산구 한강로동의 신용산역 측면의 전자상가입구교차로(한강대로와 교차)에는 아모레퍼시픽 본사가 존재한다. 

## 사진

### 시설물 또는 주요건물

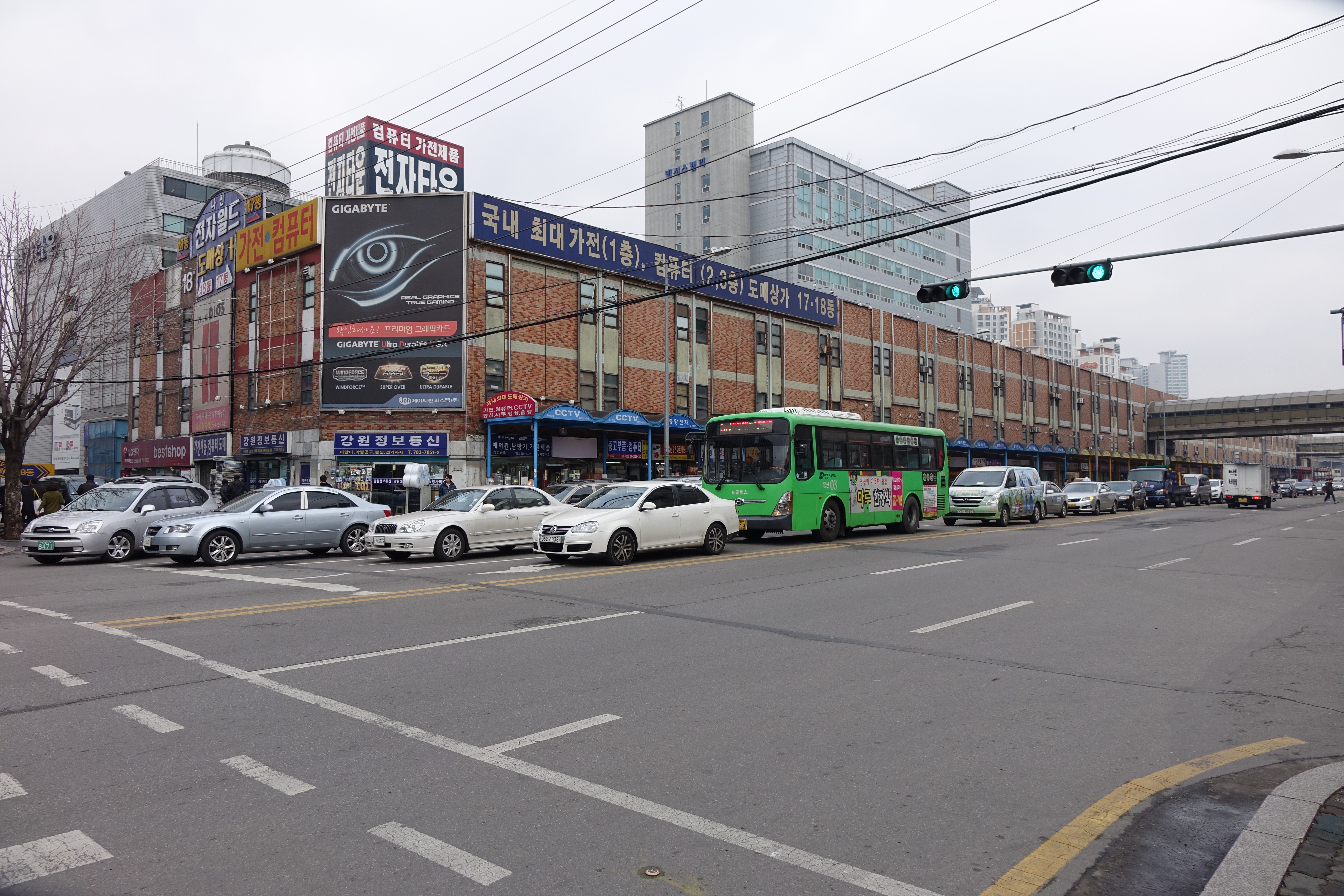
용산전자상가
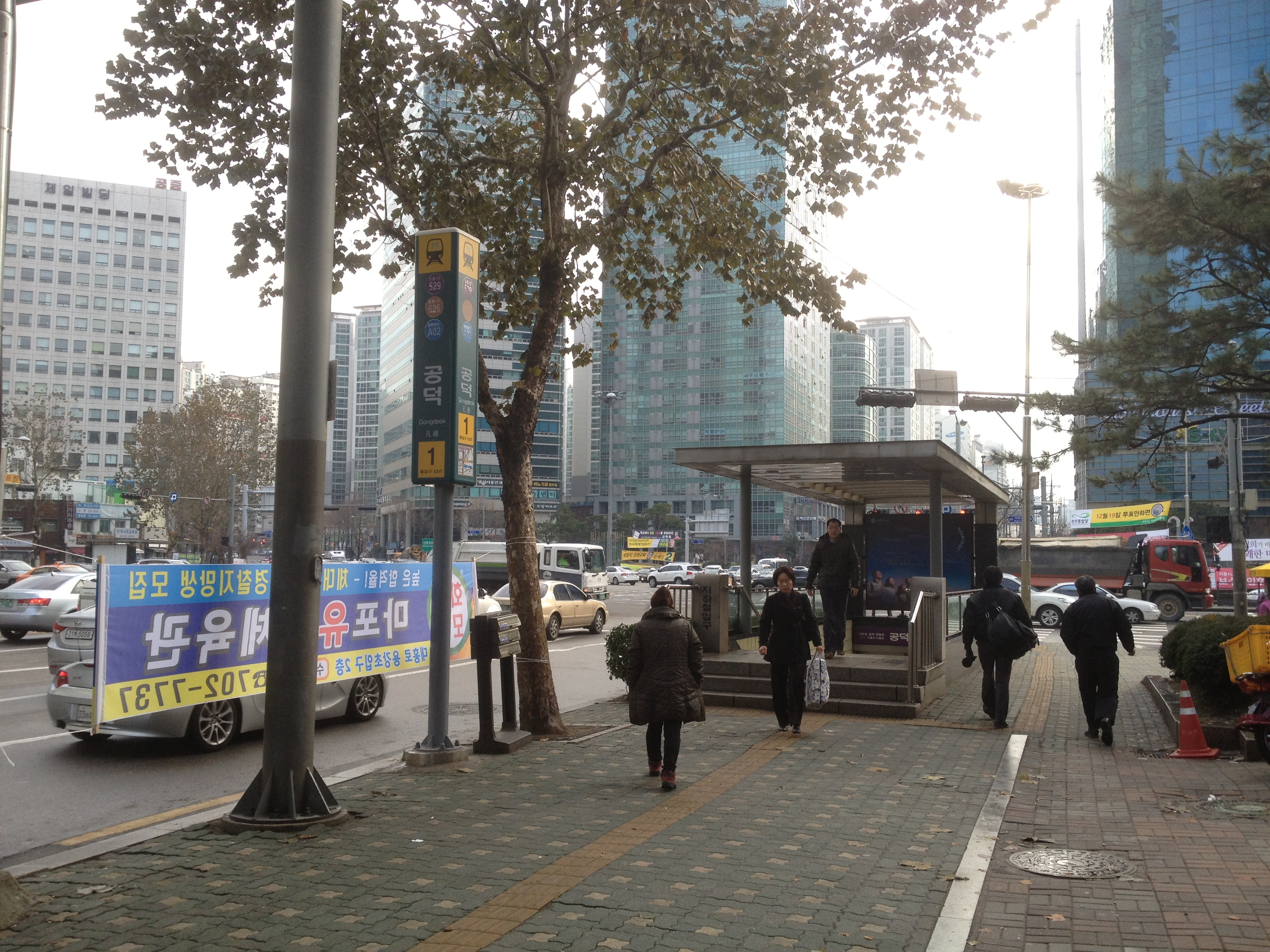
공덕역
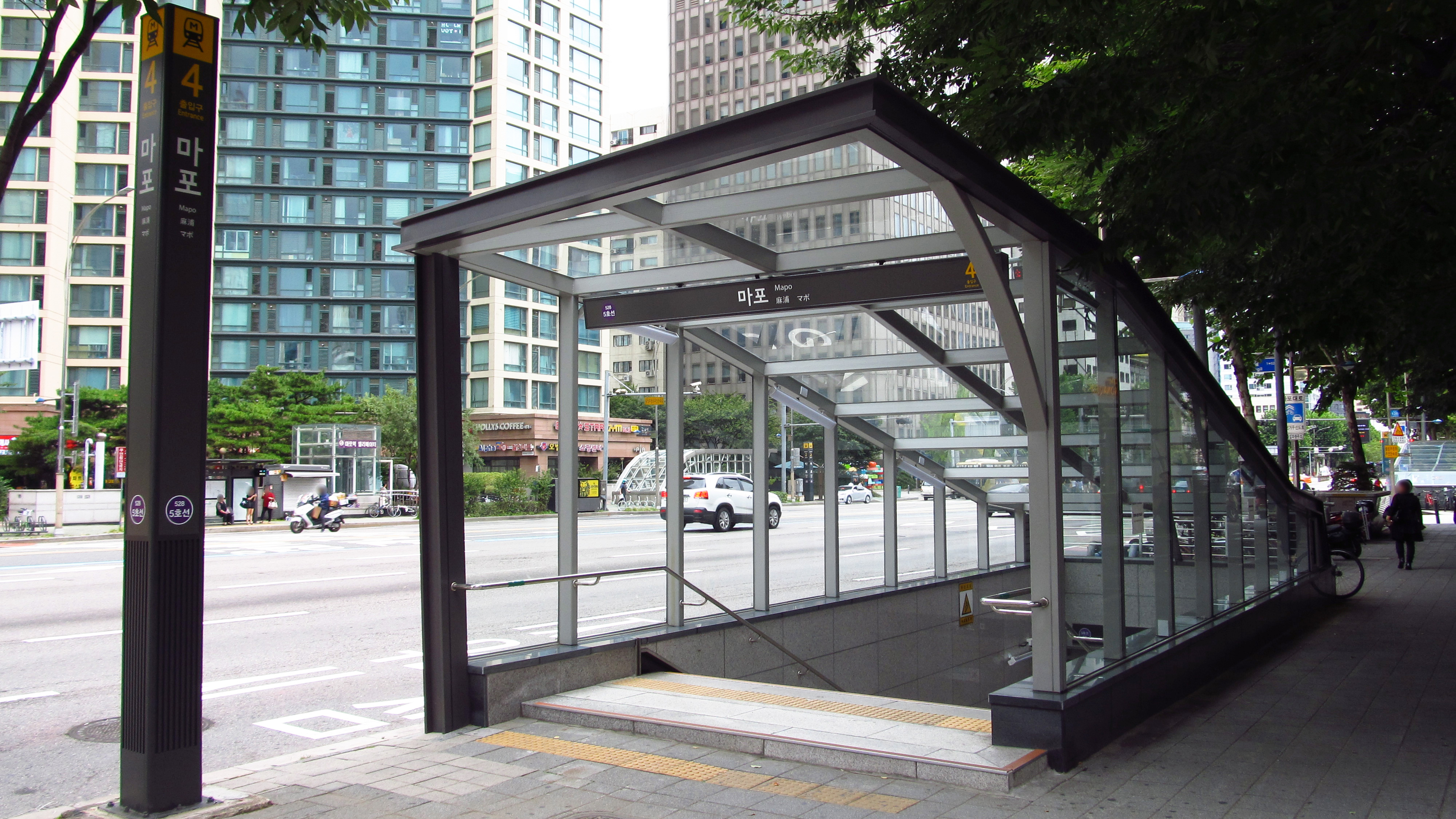
마포역
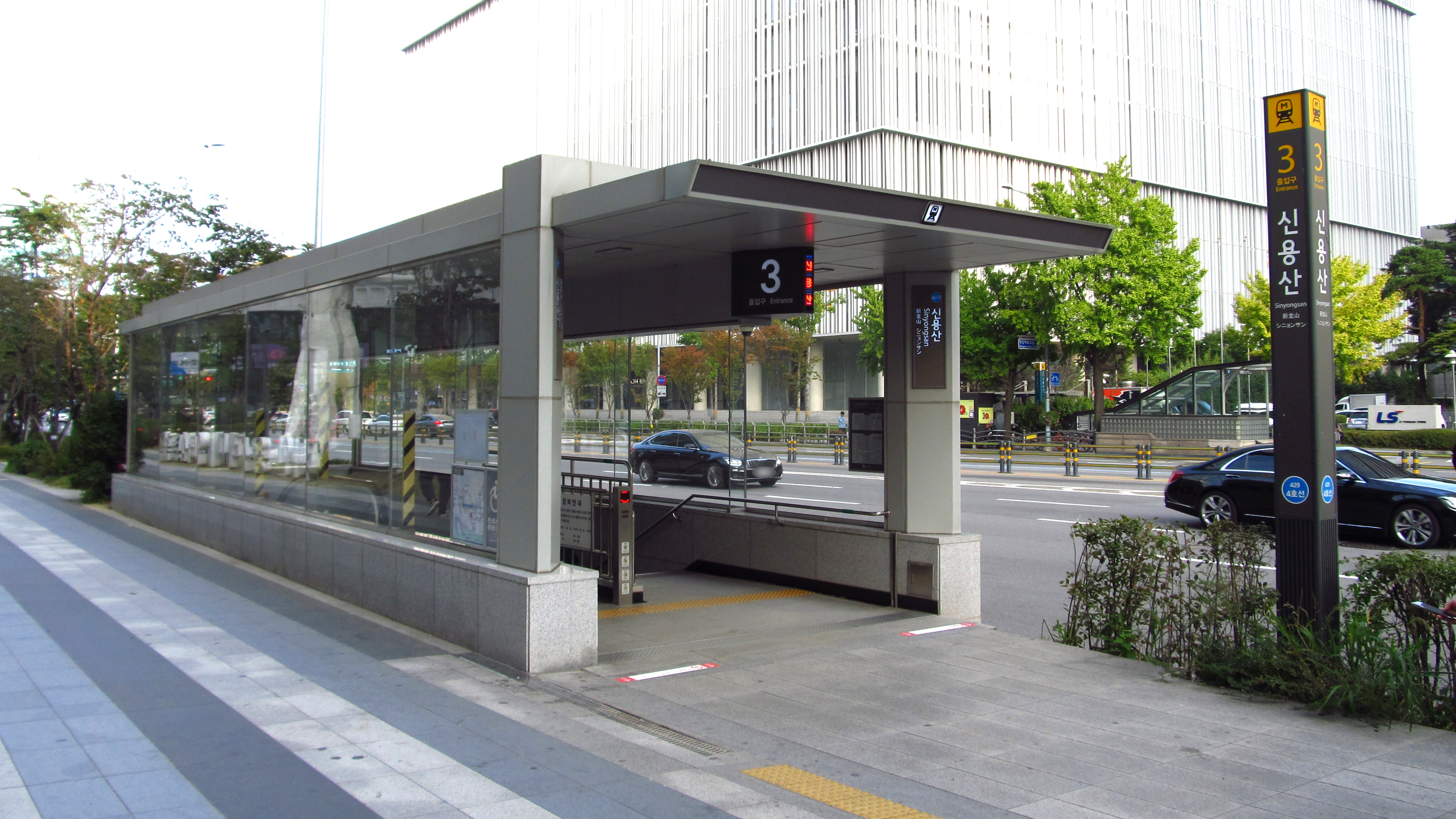
신용산역

## 인접한 도로
- 상계로
- 마포대로
- 독막로
- 효창원로
- 원효로
- 청파로
- 한강대로

## 주요시설
- 공덕역
- 효창공원역
- 신용산역
- 마포역

## 주요건물
- 서울대학교 동문회관 : 서울특별시 마포구 새창로 7
- 효창종합사회복지관
- 용산전자상가